# 2022年國家聯盟冠軍賽
2022年國家聯盟冠軍賽（英語：NLCS）是國家聯盟季後賽第三輪的比賽，2隊將採用的是7戰4勝制，勝出的球隊將獲得國家聯盟冠軍以及晉級到世界大賽，本屆是由第5種子國聯西區聖地牙哥教士和第6種子國聯東區費城費城人進行對決，是史上第一次由2支外卡球隊爭奪世界大賽門票。

## 費城費城人對聖地牙哥教士
| 場次 | 客隊         | 比分  | 主隊         | 日期     | 場地         | 觀眾人數 |
| ---- | ------------ | ----- | ------------ | -------- | ------------ | -------- |
| 1    | 費城費城人   | 2：0  | 聖地牙哥教士 | 10月18日 | 沛可球場     | 44826    |
| 2    | 費城費城人   | 5：8  | 聖地牙哥教士 | 10月19日 | 沛可球場     | 44607    |
| 3    | 聖地牙哥教士 | 2：4  | 費城費城人   | 10月21日 | 市民銀行球場 | 45279    |
| 4    | 聖地牙哥教士 | 6：10 | 費城費城人   | 10月22日 | 市民銀行球場 | 45467    |
| 5    | 聖地牙哥教士 | 3：4  | 費城費城人   | 10月23日 | 市民銀行球場 | 45485    |

### 10月18日 第一場
加利福尼亞州聖地牙哥沛可球場
| 費城費城人 | 0 | 0 | 0 | 1 | 0 | 1 | 0 | 0 | 0 | 2 | 3 | 1 |
| 聖地牙哥教士 | 0 | 0 | 0 | 0 | 0 | 0 | 0 | 0 | 0 | 0 | 1 | 0 |
| 勝投： 薩克·惠勒（1–0） 敗投： 達比修有（0–1） 救援成功： 荷西·艾爾法拉多（1） 全壘打： 費城人：布萊斯·哈波（4上，1分）、凱爾·舒瓦伯（6上，1分） 教士：無 比賽總記錄 |   |   |   |   |   |   |   |   |   |   |   |   |

達比修有主投7局送出7次三振僅被敲出3支安打表現不錯，不過這3支安打有2支分別是布萊斯·哈波和凱爾·舒瓦伯的陽春砲。
費城人王牌薩克·惠勒主投7局只被敲出1安打無失分，雖然教士在9局下靠著費城人傳球失誤攻佔一二壘，不過最後José Alvarado順利連拿2個出局數。最後費城人以2：0完封教士，拿下系列賽首勝。

### 10月19日 第二場
加利福尼亞州聖地牙哥沛可球場
| 費城費城人 | 0 | 4 | 0 | 0 | 0 | 0 | 0 | 1 | 0 | 5 | 8  | 0 |
| 聖地牙哥教士 | 0 | 2 | 0 | 0 | 5 | 0 | 1 | 0 | X | 8 | 13 | 1 |
| 勝投： 布萊克·史涅爾（1–0） 敗投： 亞倫·諾拉（0–1） 救援成功： 賈許·海德（1） 全壘打： 費城人：瑞斯·哈斯金斯（8上，1分） 教士：布蘭登·卓利（2下，1分）、喬許·貝爾（2下，1分）、曼尼·馬查多（7下，1分） 比賽總記錄 |   |   |   |   |   |   |   |   |   |   |    |   |

教士今天推出塞揚強投布萊克·史涅爾，希望他能幫助球隊封鎖費城人打線，但他在第2局出現大亂流，被對手單局敲出5安灌進4分，教士下個半局靠著布蘭登·卓利和貝爾的背靠背全壘打追回2分，成為隊史第4對完成這項壯舉的組合。
教士在5局下攻勢再起，打下5分大局擊沉費城人王牌投手亞倫·諾拉，胡安·索托在一三壘有人時擊出右外野二壘安打，打回追平分，布蘭登·卓利在滿壘建功進帳2分打點，貝爾也敲安打回第7分，教士以7：4反超費城人。
曼尼·馬查多7局下再補上一發中外野陽春砲，儘管瑞斯·哈斯金斯8局上敲出左外野陽春彈追分，但也難挽頹勢，教士終場就以8：5贏球，在國聯冠軍賽扳回一城。

### 10月21日 第三場
賓夕法尼亞州費城市民銀行球場
| 聖地牙哥教士 | 0 | 0 | 0 | 1 | 1 | 0 | 0 | 0 | 0 | 2 | 7 | 0 |
| 費城費城人 | 1 | 0 | 0 | 2 | 0 | 1 | 0 | 0 | X | 4 | 9 | 2 |
| 勝投： Ranger Suárez（1–0） 敗投： 喬·馬斯葛洛夫（0–1） 救援成功： Seranthony Domínguez（1） 全壘打： 教士：無 費城人：凱爾·舒瓦伯（1下，1分） 比賽總記錄 |   |   |   |   |   |   |   |   |   |   |   |   |

費城人首局就靠凱爾·舒瓦伯首局首打席開轟，先馳得點。4局上教士1出局攻占一、三壘，傑克·克羅倫沃斯敲游擊方向滾地球，金恩·塞古拉這時發生接球失誤，不但無法策動雙殺，讓教士三壘跑者回來得到追平分。
金恩·塞古拉在下個半局「戴罪立功」，擊出帶有2分打點的一壘安打，幫助費城人取得3比1領先。5局上教士1出局攻占三壘，金河成敲滾地球護送三壘跑者回來得分，讓教士追至1分差。費城人在6局下靠艾列克·波姆的二壘安打，為球隊多添保險分，幫助費城人以4比2擊敗教士，在7戰4勝制的系列賽取得2比1的領先。這同時也是費城人隊相隔12年後，再度收下國聯冠軍賽主場勝利。

### 10月22日 第四場
賓夕法尼亞州費城市民銀行球場
| 聖地牙哥教士 | 4 | 0 | 0 | 0 | 2 | 0 | 0 | 0 | 0 | 6  | 8  | 0 |
| 費城費城人 | 3 | 0 | 0 | 1 | 4 | 1 | 1 | 0 | X | 10 | 11 | 0 |
| 勝投： 布萊德·漢德（1–0） 敗投： 尚恩·馬奈亞（0–1） 全壘打： 教士：曼尼·馬查多（1上，1分）、胡安·索托（5上，2分） 費城人：瑞斯·哈斯金斯 2（1下，2分、5下，2分）、凱爾·舒瓦伯（6下，1分）、J·T·瑞爾穆托（7下，1分） 比賽總記錄 |   |   |   |   |   |   |   |   |   |    |    |   |

兩隊首局就火力全開，教士1局上猛灌4分大局，費城人也不惶多讓，1局下狂攻3分緊咬比數，雙方先發投手都投不滿1局，教士克萊文傑（Mike Clevinger）一個人次都沒解決失3分退場，費城人斐爾特（Bailey Falter）則是0.2局退場，失4分責失。
費城人4局下攻勢再起，靠著史托特（Bryson Stott）適時安打，追成4比4平手，但教士反擊也來的很快，胡安·索托5局上夯出2分砲，以6比4要回領先。
但費城人今天打線實在太火燙，瑞斯·哈斯金斯5局下回敬一發2分彈，形成6比6平手，接著打線持續串聯，布萊斯·哈波、尼克·卡斯提亞諾斯都敲安建功，費城人單局灌進4分，反倒以8比6領先。
費城人持續添加保險分，6局下、7局下分別靠著凱爾·舒瓦伯、J·T·瑞爾穆托的陽春砲再進帳2分，終場就以10比6獲勝，系列賽率先取得聽牌優勢。

### 10月23日 第五場
賓夕法尼亞州費城市民銀行球場
| 聖地牙哥教士 | 0 | 0 | 0 | 1 | 0 | 0 | 2 | 0 | 0 | 3 | 5 | 0 |
| 費城費城人 | 0 | 0 | 2 | 0 | 0 | 0 | 0 | 2 | X | 4 | 6 | 0 |
| 勝投： 荷西·艾爾法拉多（1–0） 敗投： 羅伯特·蘇亞瑞茲（0–1） 救援成功： 藍傑·蘇亞瑞茲（1） 全壘打： 教士：胡安·索托（4上，1分） 費城人：瑞斯·哈斯金斯（3下，2分）、布萊斯·哈波（8下，2分） 比賽總記錄 |   |   |   |   |   |   |   |   |   |   |   |   |

達比修有在背水一戰燃燒小宇宙，先發6局送出5次三振，不過還是被狀況火燙的瑞斯·哈斯金斯敲轟失2分。
薩克·惠勒先發前6局表現穩健，僅被胡安·索托擊出一發陽春砲。7局上，教士隊連續安打追平比數，同時打退惠勒。接手的Seranthony Domínguez投出暴投，讓教士取得超前分。
8局下，布萊斯·哈波敲出致勝2分砲，一棒逆轉比數。最終費城人4比3險勝教士，自2009年後再度闖進世界大賽。